# Spielbrett von Knossos

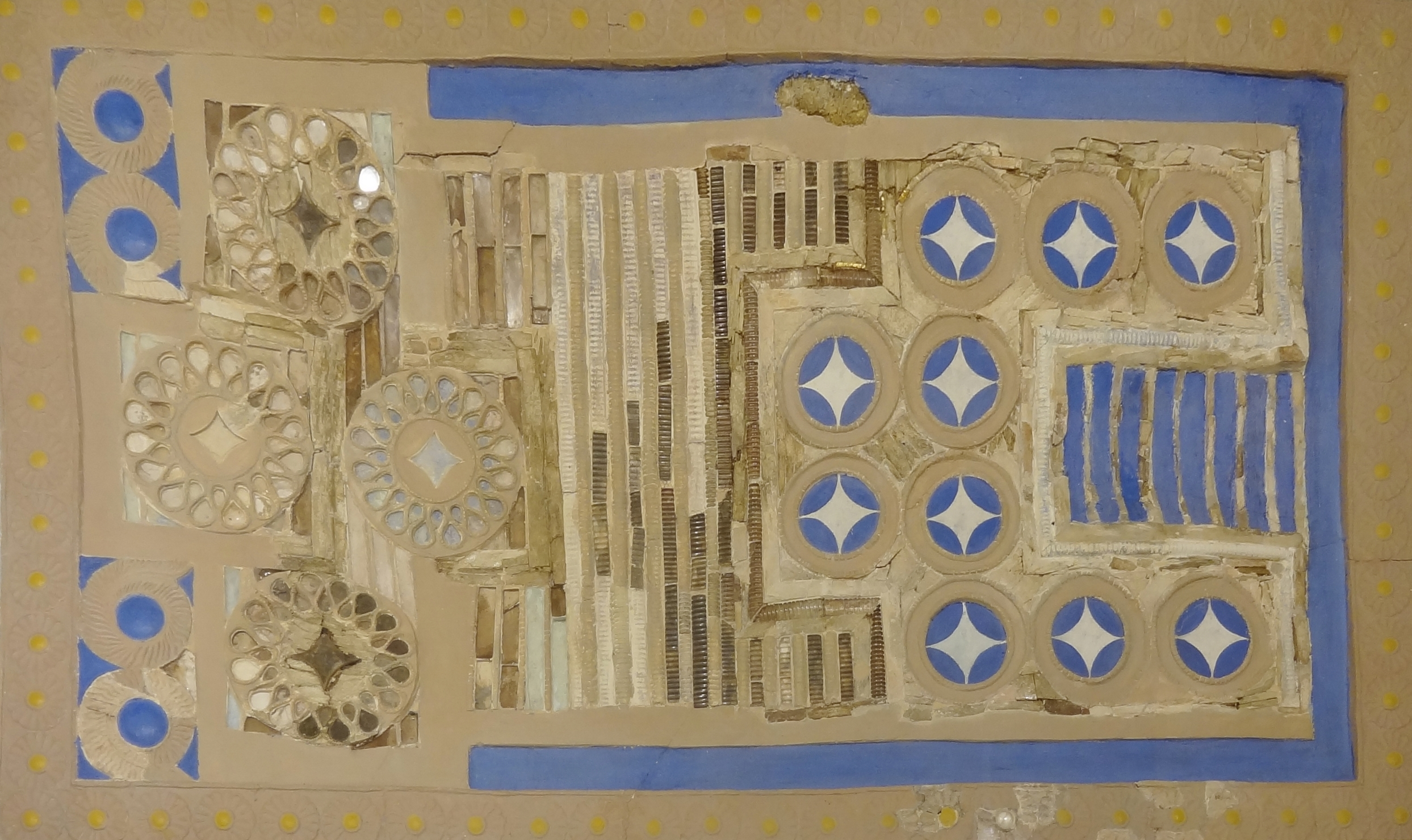
Spielbrett von Knossos

Das Spielbrett von Knossos (griechisch Ζατρίκιον Zatrikion ‚Brettspiel‘) bezeichnet ein archäologisches Artefakt, das im Jahr 1900 von Arthur Evans bei seinen Ausgrabungen im Palast von Knossos auf Kreta gefunden wurde. Es wird in die Zeit von 1700 bis 1450 v. Chr. der minoischen Neupalastzeit datiert. Das Fundstück befindet sich heute im archäologischen Museum von Iraklio.

## Fundbeschreibung
Koordinaten der Fundstelle: 35° 17′ 52,9″ N, 25° 9′ 48,7″ O

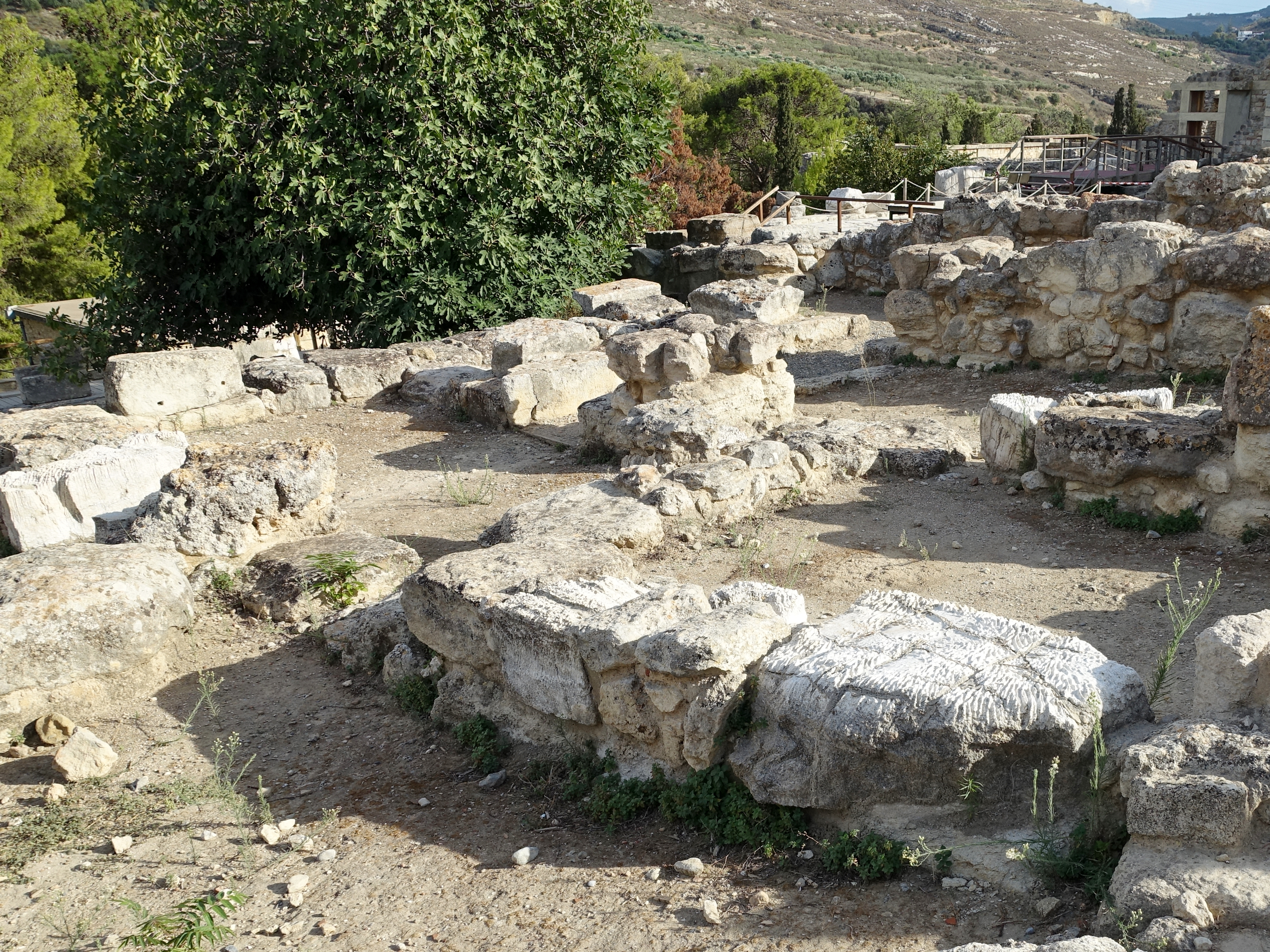
Nordostmagazine oberhalb des „Korridors des Schachspiels“

Das noch im Jahr des Beginns der systematischen Ausgrabungen in Knossos (März 1900) entdeckte Fundstück wurde von Arthur Evans als Royal Gaming Board (königliches Spielbrett) bezeichnet und in seinem Artikel The Palace of Knossos im Band 7 der Annual of the British School at Athens von 1901 beschrieben. Obwohl nicht gesichert ist, ob es sich überhaupt um ein „Spielbrett“ zur Verwendung bei einem Brettspiel handelt, bekam der Fundgegenstand später ähnliche Benennungen, wie „schachartiges Königsspiel“, „Schachspiel von Knossos“ oder „Zatrikion“. Im archäologischen Museum von Iraklio ist der Fund als Ζατρίκιο (Zatrikio) und auf Englisch als Draugthboard ausgewiesen. Der Fundort im nordöstlichen Bereich des Palastes von Knossos wird als „Korridor des Schachspiels“ bezeichnet.

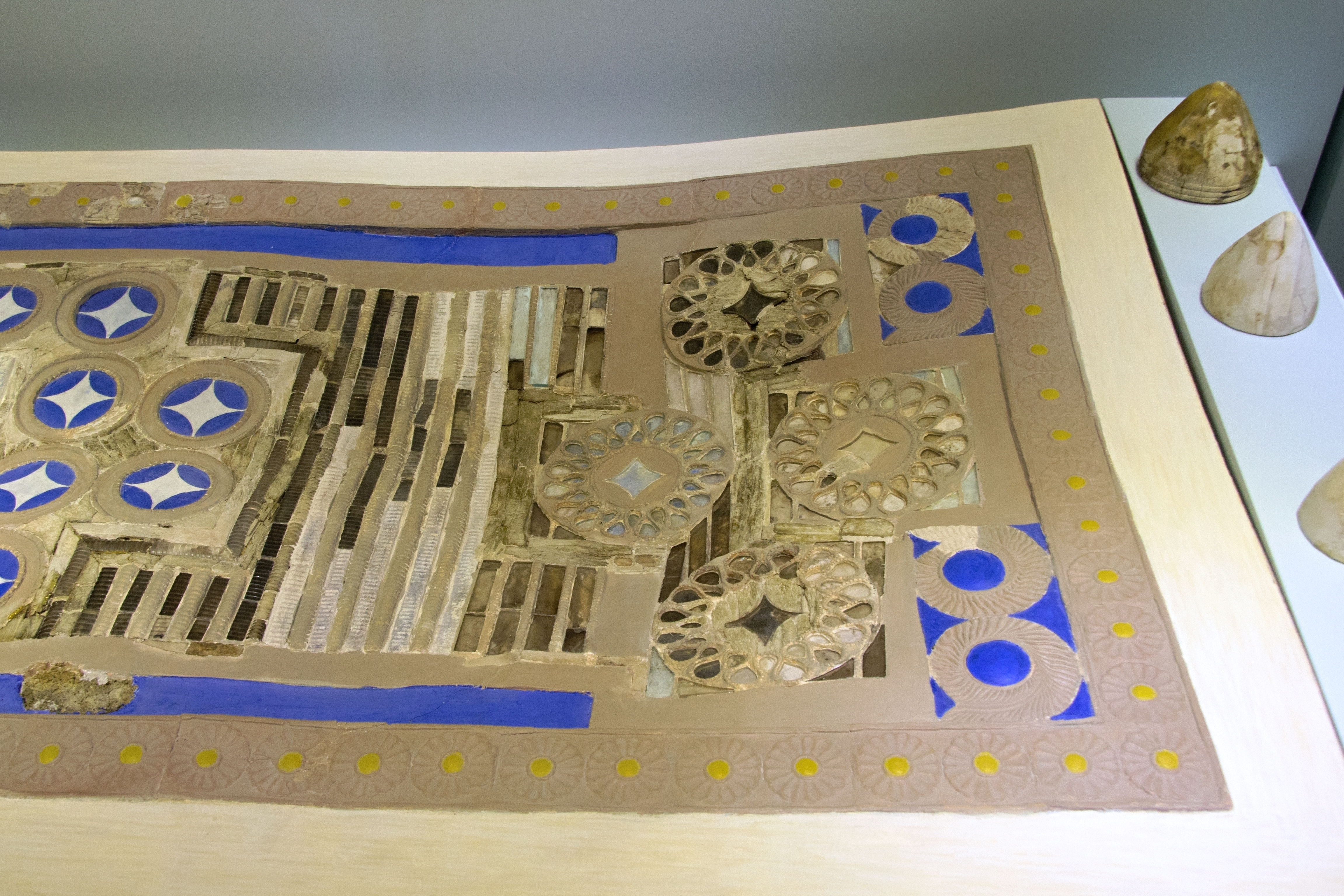
Teil des „Spielbretts“ mit den „Spielsteinen“ im Museum von Iraklio

Das „Spielbrett“ ist als Ganzes 96,5 cm lang und 55,3 cm breit. Es wurde fast vollständig erhalten etwa 70 cm unter der Erdoberfläche im später nach ihm benannten Korridor gefunden, in etwa gegenüber dem Anfang der Nordosttreppen. Der äußere Rand und Teile des Inneren des Fundstücks waren herausgebrochen, konnten jedoch mit den reichlich vorhandenen Fragmenten rekonstruiert werden.
Das „Spielbrett“ aus Elfenbein bildete wahrscheinlich die Oberseite eines hölzernen Kastens. Es ist mit Einlagen aus Bergkristall und Lapislazuli-blauem Glas versehen sowie teilweise mit Gold- und Silberfolie überzogen. Als Rahmen dient die Darstellung von 72 Margeritenblüten. Auf der einen Seite sind vier große, kreisförmige Medaillons kreuzförmig angeordnet, deren Außenseiten je ein Paar gegenläufiger Spiralen ausfüllen. Die Medaillons besitzen einen äußeren Schlaufenring aus Elfenbein mit silberunterlegten Glas- und Bergkristalleinlagen und im Kern je eine Raute mit eingezogenen Seiten. Zur anderen Seite der Medaillons schließt sich eine H-förmige Zone aus abwechselnd flachen Bergkristall- und gerundeten Elfenbein-Streifen an. Die Gegenseite des „Spielbretts“ wird von zehn kleineren Rautenkreisen ausgefüllt, aufgeteilt in eine zentrale Vierergruppe und zwei seitlichen Dreierreihen. Der Raum zwischen den vier letzten Kreisen der Dreierreihen besteht aus Elfenbein- und Bergkristall-Streifen.

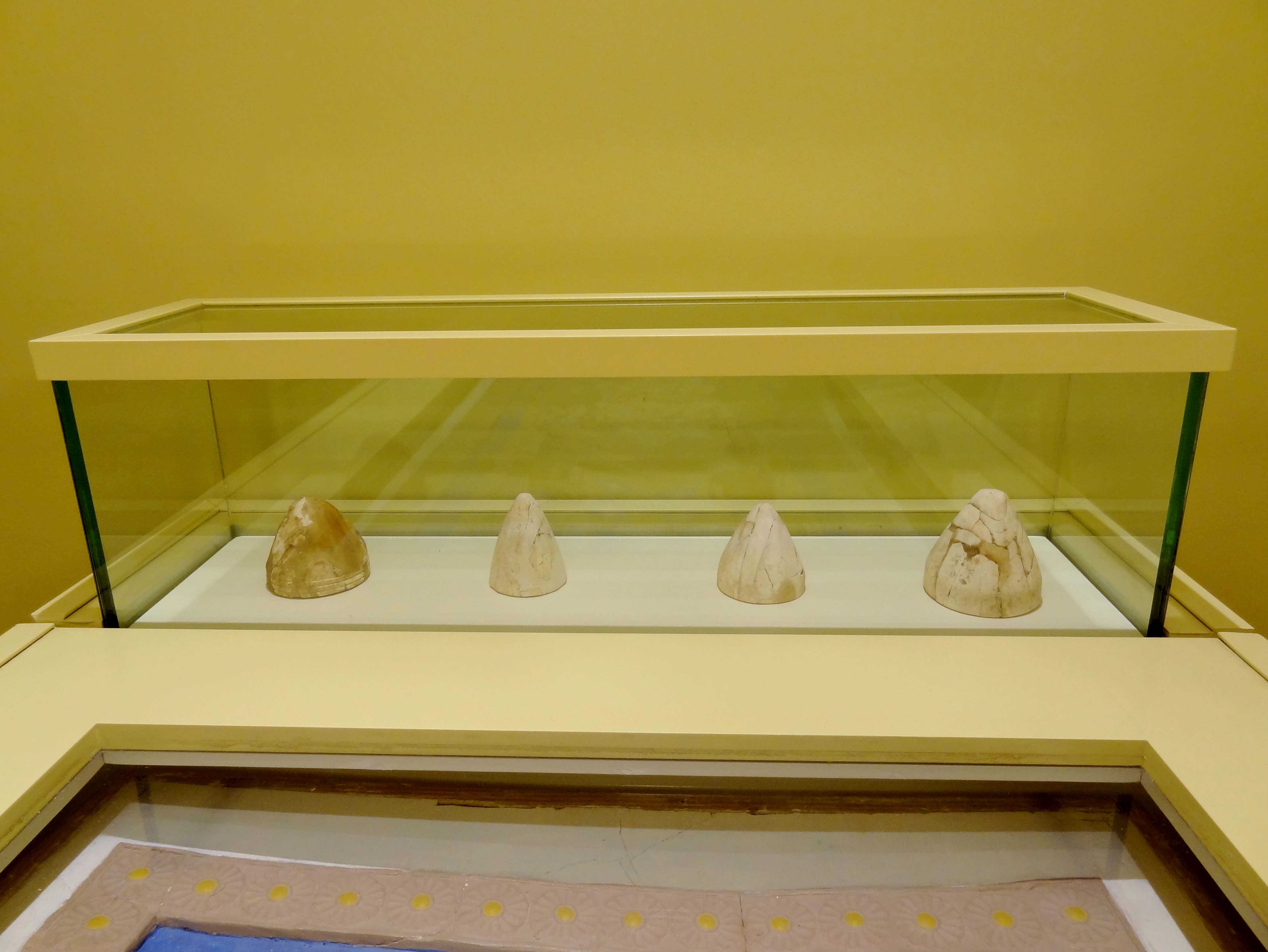
„Spielsteine“ von Knossos

Um seine Deutung als „königliches Spielbrett“ zu untermauern, unternahm Evans den Versuch, Überlegungen zur Art und Weise des Spielvorgangs anzustellen. Ziel von zwei Spielern könnte es gewesen sein, mit vielleicht vier „Spielsteinen“ die „Zitadelle“ der vier Medaillons einzunehmen, wobei wahrscheinlich mit Würfeln gespielt wurde. Vier konische Elfenbeinobjekte (Höhe 73 – 82 mm, Durchmesser 80 – 82 mm), die dem Durchmesser der Felder der Zehnergruppe des „Spielbretts“ (88 mm) entsprechen und nahebei gefunden wurden, stützen neben der eigenwilligen, einer bloßen Verzierung eines Holzkastendeckels widersprechenden Anordnung der Felder Evans Annahme.
Den 1952 geäußerten Zweifeln von Harold J. R. Murray, dass man auf diesem Brett irgendetwas spielen konnte, trat Robert S. Brumbaugh 1975 mit seinem Versuch entgegen, eine Ähnlichkeit des minoischen „Spielbretts“ mit dem königlichen Spiel von Ur aufzuzeigen, von dem mehrere Spielbretter gleichartigen Aussehens in den Königsgräbern der sumerischen Stadt Ur gefunden wurden. Letzteres steht möglicherweise in Verbindung mit dem altägyptischen Spiel Senet, das wiederum dem von den Hyksos nach Ägypten eingeführten Zwanzig-Felder-Spiel gleicht. Das „Spielbrett“ von Knossos unterscheidet sich von den anderen Spielen dadurch, dass es keine kontinuierlichen Spielfelder aufweist, bei denen jedes Feld direkt an ein benachbartes grenzt. Die Lücke zwischen den zehn kleineren Feldern zu den vier Medaillons, die schon Murray irritierte, macht es zu einem einzigartigen Exemplar unter allen aus den antiken Hochkulturen bekannten Spielbrettern.